# 3013 Dobrovoleva
3013 Dobrovoleva este un asteroid din centura principală, descoperit pe 23 septembrie 1979 de Nikolai Cernîh.